# Veliki Otok, Postojna
Veliki Otok este o localitate din comuna Postojna, Slovenia, cu o populație de 148 de locuitori.